# Jean de Wachtendonck
Jean de Wachtendonck  (né à Malines  en février 1592, mort à Bruxelles le 23 juillet 1668), est un ecclésiastique qui fut successivement évêque de Namur de 1654 à 1667 puis  archevêque de Malines de 1667 à sa mort.

## Biographie
Jean est le fils de Henri de Wachtendonck et de Catherine van der Hoeven. Son père est successivement échevin et bourgmestre à Malines. Il étudie au collège de sa ville natale et suit les cours de philosophie à l'Université de Louvain. Reçu licencié in utroque jure et en théologie en décembre 1616, il est pourvu, l'année suivante, d'un canonicat gradué noble au chapitre de chanoines de Malines, où il exerce successivement les fonctions de juge synodal, proviseur de séminaire, doyen du chapitre, conseiller ecclésiastique près du Grand Conseil, prévôt de la Métropole, vicaire général et conseiller ecclésiastique au Conseil d'État.